# BAIC BJ90
La BAIC BJ90, venduta anche come  Beijing BJ90, è una autovettura prodotta dalla casa automobilistica cinese BAIC Group a partire dal 2017.

## Premessa e contesto
La BJ90 è un SUV di lusso di grandi dimensioni, realizzato sulla base della Mercedes-Benz GL di seconda generazione. Aspetto estetico della vettura, in special modo il frontale, ha suscitato alcune controversie in quanto la griglia frontale è uguale a quella utilizzata sulle vetture a marchio Jeep.
La vettura viene prodotta dalla joint venture Beijing-Benz, che la Beijing Auto e Daimler Mercedes-Benz hanno creato, con la Daimler che possiede una partecipazione del 12% della BAIC Motor, la società madre del marchio Beijing Automobiles. A fronte di ciò la BAIC ha acquistato su licenza le tecnologie della Mercedes GL, per poterle utilizzare come base per progettare e costruire la BJ90.